# Варновский туннель
Варновский туннель (нем. Warnowquerung) — автомобильный туннель в городе Росток.
Варновский туннель соединяет западный и восточный берега реки Варнов. Сооружение длиной 790 м было открыто 12 сентября 2003 года министром транспорта Манфредом Штольпе. Тоннель является началом и единственным платным участком автобана A19. Пешеходам и велосипедистам въезд воспрещён.
Туннель — собственность Warnowquerung GmbH & Co. KG (50-летняя концессия). Плата с мая по октябрь выше, чем в холодный период.
При строительстве была использована технология погружения готовых секций. Главная часть туннеля состоит из 6 бетонных секций, которые были построены на берегу и погружены в воду. Каждая из таких секций имеет длину 120 м. Впервые подобная технология была применена при строительстве туннеля Детройт — Уинсор ещё в 1930 году.